# Palau (arquitectura)

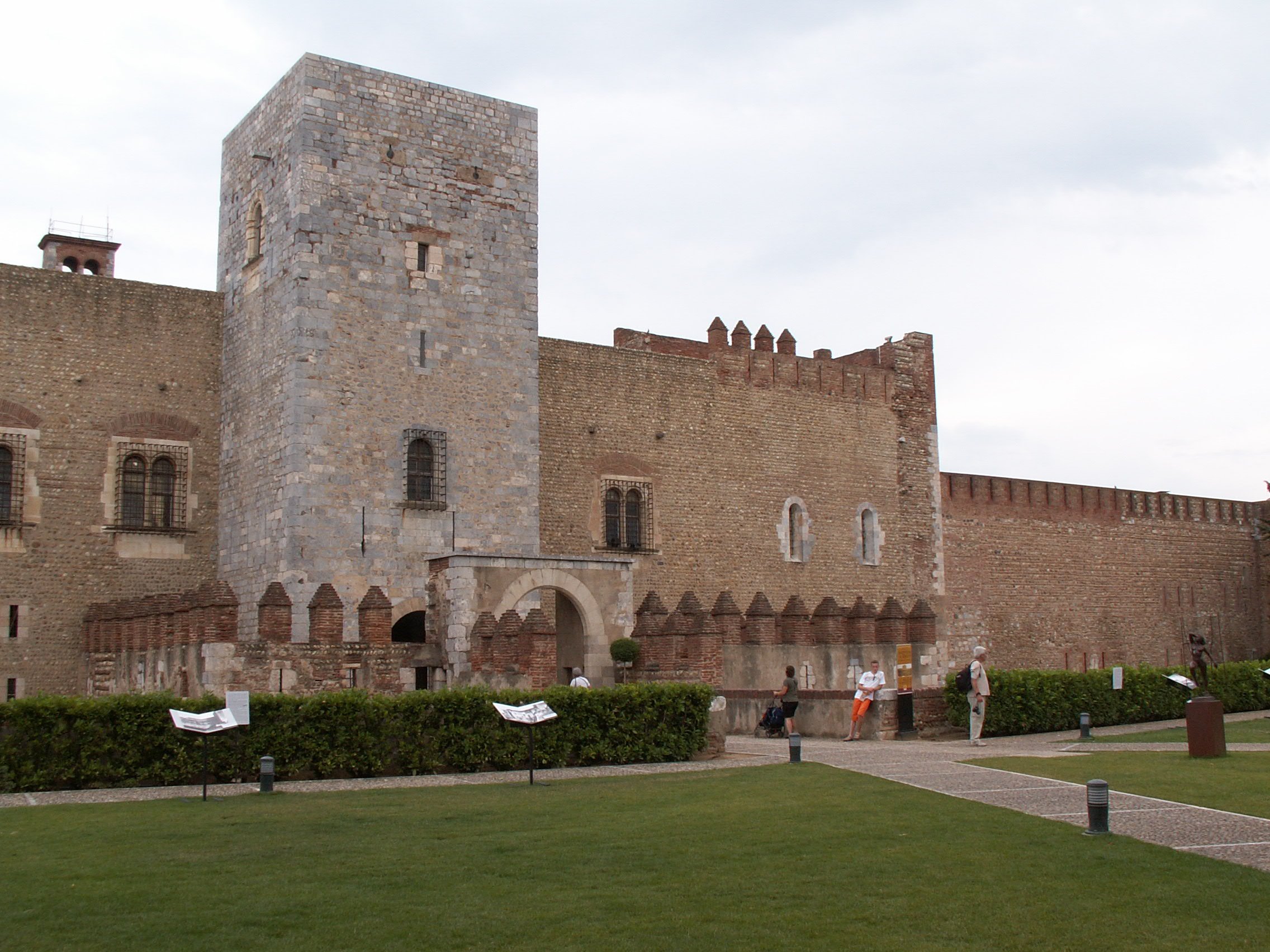
El Palau dels Reis de Mallorca, a Perpinyà

Un palau és la residència del cap d'estat o de qualsevol personatge de relleu; el mot s'usa també en general per a qualsevol mena d'edifici sumptuós, d'ús públic o privat. Molts antics palaus actualment s'usen com a parlaments o museus. Els historiadors apliquen el terme palau de manera anacrònica per referir-se a les antigues residències reials de Cnossos o Micenes, la de Filip de Macedònia a Vergina o bé als palaus de fora d'Europa.
La majoria de les llengües europees tenen una versió del terme (palais, palazzo, palacio, etc.), i molts l'utilitzen per a una gamma més àmplia d'edificis. En moltes parts d'Europa, el terme equivalent també s'aplica a les grans cases particulars de les ciutats, especialment de l'aristocràcia, per exemple l'italià palazzo; sovint el terme per a una gran casa de camp és diferent. Molts palaus històrics es donen ara a altres usos com ara parlaments, museus, hotels o edificis d'oficines. La paraula també s'utilitza de vegades per descriure un edifici profusament ornamentat utilitzat per a entreteniment públic o exposicions com un palau de cinema.
Normalment, un palau es distingeix d'un castell perquè aquest últim està clarament fortificat o té l'estil d'una fortificació, mentre que un palau no.

## Etimologia
El mot palau ve del llatí Palatium, que era com s'anomenava un dels set turons de Roma, el Palatí. Els palaus originals del Palatí eren la seu del poder imperial, mentre que el capitoli del turó Capitolí era el del senat i el nucli religiós de Roma. Més endavant, arran del creixement de la ciutat cap als altres turons, el Palatí va esdevenir una àrea residencial benestant. Cèsar August hi vivia en una suposada casa modesta que es diferenciava de les dels veïns només per un parell de llorers plantats a banda i banda de la porta d'entrada, com a senyal triomfal atorgat pel Senat. Els seus descendents, especialment Neró amb la seva «Casa Daurada», van anar ampliant la casa i els jardins fins a arribar al capdamunt del turó. El mot Palatium va passar a significar la residència de l'emperador, més que no pas el barri de dalt de tot del turó.

## Palaus antics

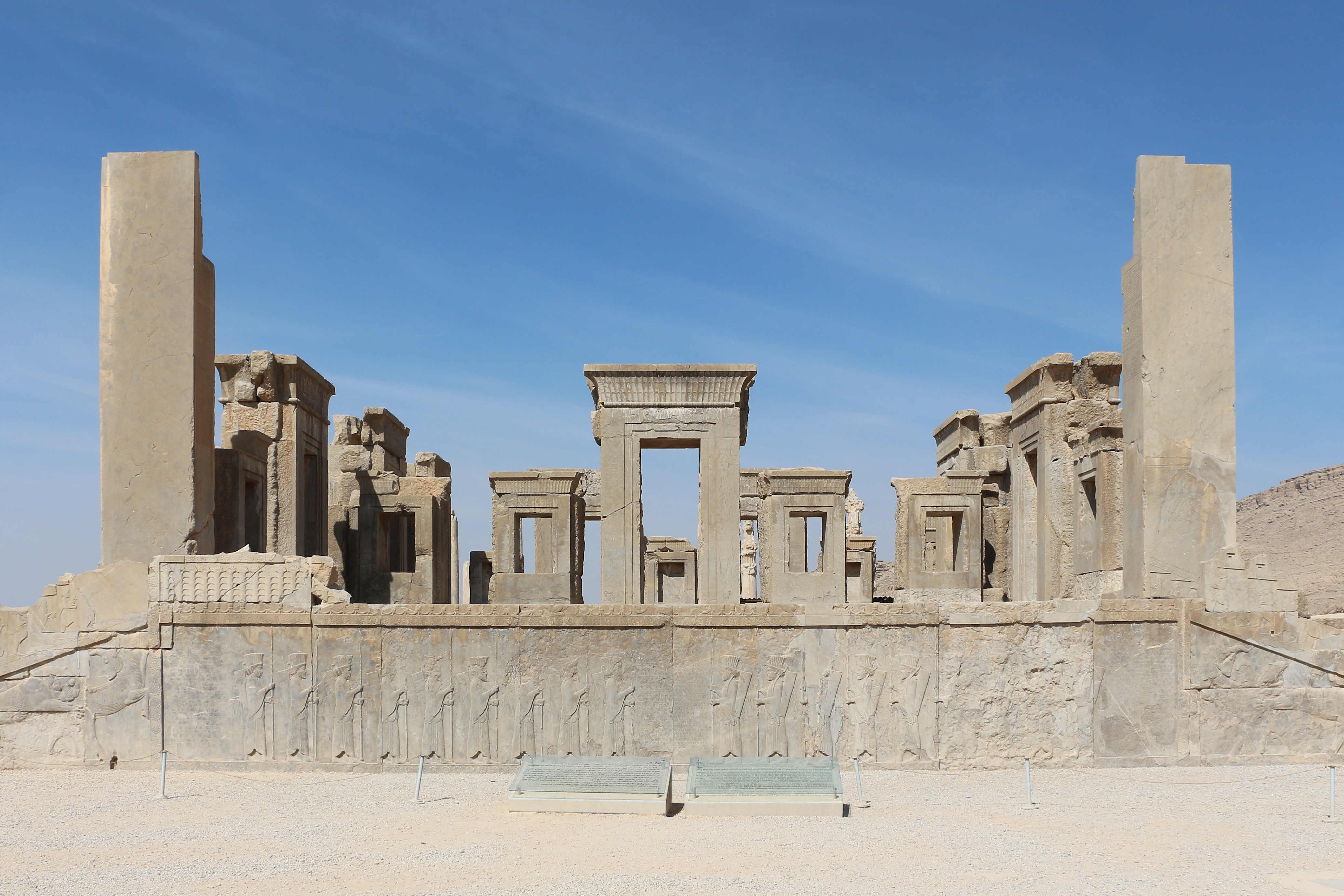
Palau de Darius I a Persèpolis, la capital imperial de Pèrsia

Els primers palaus antics inclouen els palaus d'Assíria a Nimrud i Nínive i els palaus perses a Persèpolis i Susa. La civilització minoica va construir complexos anomenats en temps moderns palaus minoics, encara que no sembla que hagin funcionat com a residències reials.

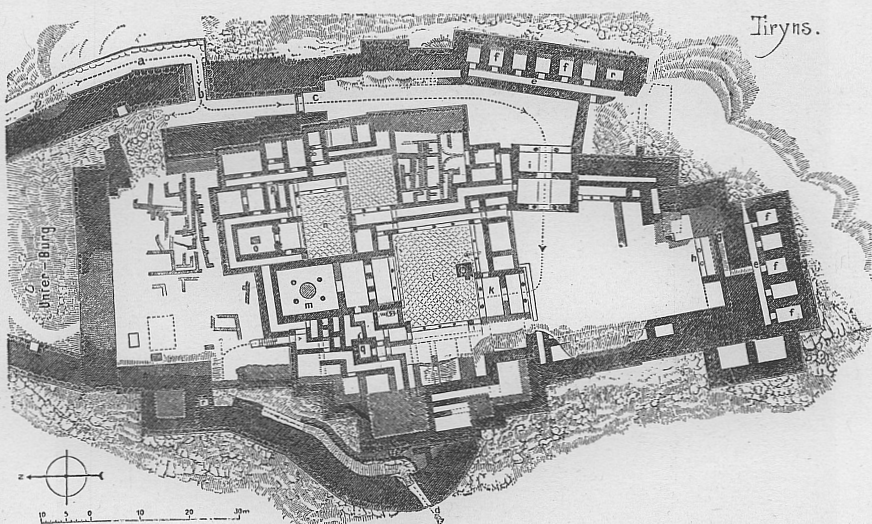
Mapa del palau de Tirint

Els millors exemples del palau de Grècia de l'Edat del Bronze es poden veure a les excavacions de Micenes, Tirint i Pilos. Que es tractava de centres administratius ho demostren els registres que s'hi troben. Estaven distribuïts al voltant d'un grup de patis que s'obrien cadascun a diverses estances de diferents dimensions, com magatzems i tallers, així com sales de recepció i sales d'estar. El cor del palau era el mègaron. Aquesta era la sala del tron, distribuïda al voltant d'una llar de foc circular envoltada de quatre columnes, el tron generalment es trobava al costat dret en entrar a la sala. Les escales trobades al palau de Pilos indiquen que els palaus tenien dos pisos. A l'últim pis hi havia probablement els quarters privats de la família reial i alguns magatzems. Aquests palaus han donat una gran quantitat d'artefactes i frescos fragmentaris.
El Palau de Domicià a Roma és el nom global que es va donar al conjunt de palaus que van ser la residència principal a Roma dels emperadors romans des de finals del segle I fins al V. Està tot arruïnat, però hi ha importants pervivències de murs, i s'han excavat algunes escultures i elements decoratius. La Domus Aurea va ser un palau diferent, iniciat per Neró, on les excavacions des del Renaixement en endavant han descobert pintures notablement ben conservades en nivells ara sota terra.
El Palau de Dioclecià a Split, Croàcia estava llest per a l'ocupació l'any 305 dC, i és la major supervivència antiga, havent estat convertit a l'edat mitjana en una ciutat fortificada; encara acull moltes persones i empreses.
Els palaus de l'Àsia oriental, com els palaus imperials del Japó, Corea, Vietnam, Tailàndia, Indonèsia, i grans estructures de fusta a la Ciutat Prohibida de la Xina, consisteixen en molts pavellons baixos envoltats d'extensos jardins emmurallats, en contrast amb els palaus d'un sol edifici de l'Europa occidental medieval. Els palaus també van ser construïts per regnes africans postclàssics com l'Imperi Ashanti. Abans de la seva destrucció durant la tercera guerra anglo-ashanti, el palau reial de l'Imperi Ashanti a Kumasi, Ghana va ser descrit pels exploradors anglesos Thomas Edward Bowdich i Winwood Reade com "un edifici immens d'una varietat de pistes oblonges i places regulars".

## Palaus medievals
Els palaus europeus pertanyents als governants eren sovint grans i grandiosos, però molt pocs han sobreviscut per representar alguna cosa semblant a la seva condició medieval original, molts d'ells han estat abandonats, cremats, enderrocats o reconstruïts. El Palau dels Papes a Avinyó, França, és probablement el millor exemple gran, essencialment una creació de 1252 a 1379, i poc ha canviat des de 1433, que va marcar el final del Papat d'Avinyó i cismes posteriors. A Anglaterra, la Torre de Londres i el Castell de Windsor contenen moltes parts medievals, juntament amb edificis posteriors dissenyats per encaixar-hi.
Molt poc del Palau del Louvre medieval, un dels més magnífics, ha sobreviscut sobre terra, i el mateix es pot dir dels principals palaus de l'Imperi Romà d'Orient a Constantinoble: el Gran Palau de Constantinoble, Palau de Bucolleó i Palau de Blaquernes. Un annex de l'últim, el Palau del Porfirogènit té restes importants, que actualment allotja un museu. Però parts de palaus més petits sobreviuen en diversos llocs d'Europa.

## Palaus d'arreu del món

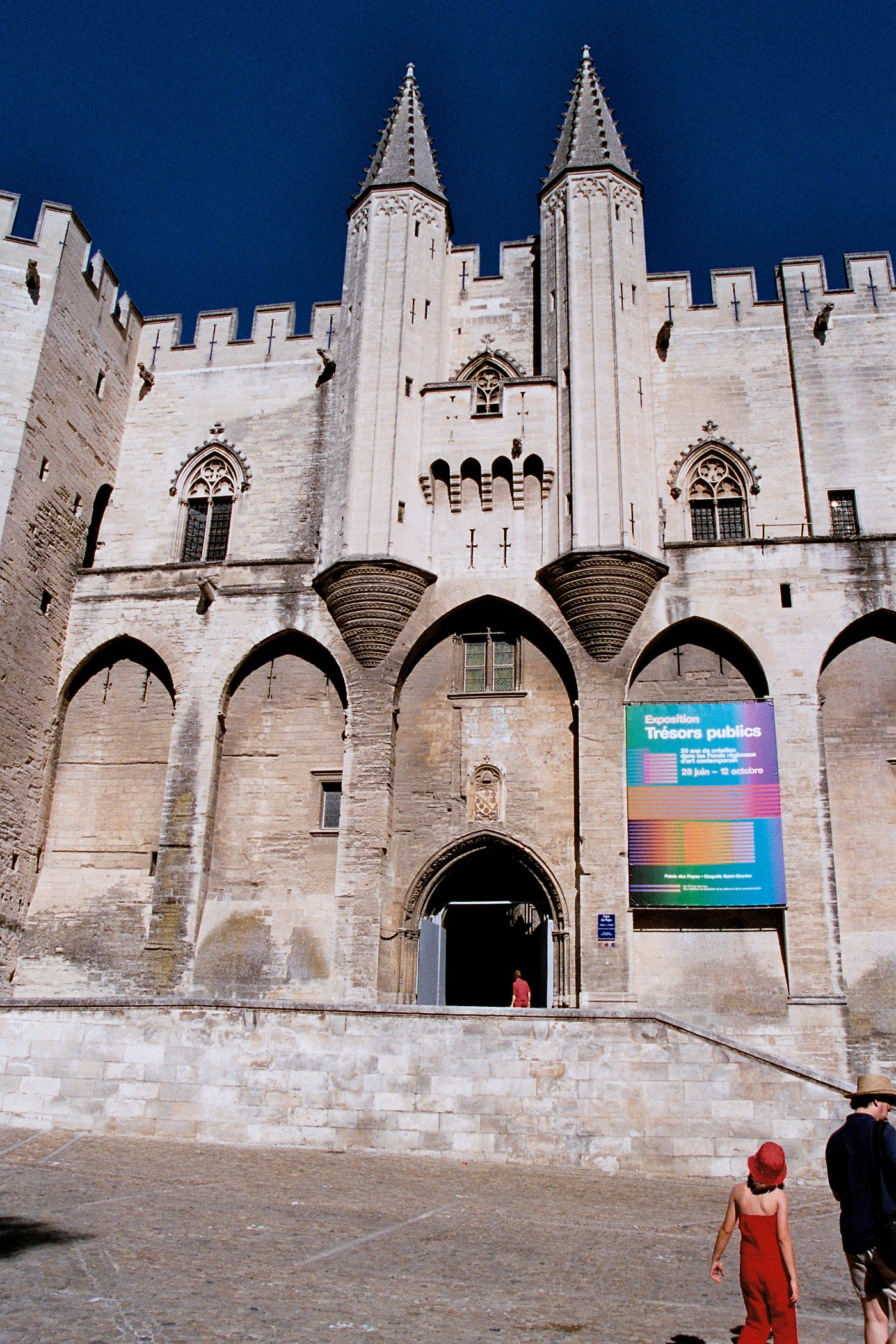
El Palau dels Papes fou la seu de la cúria papal i del papa a Avinyó

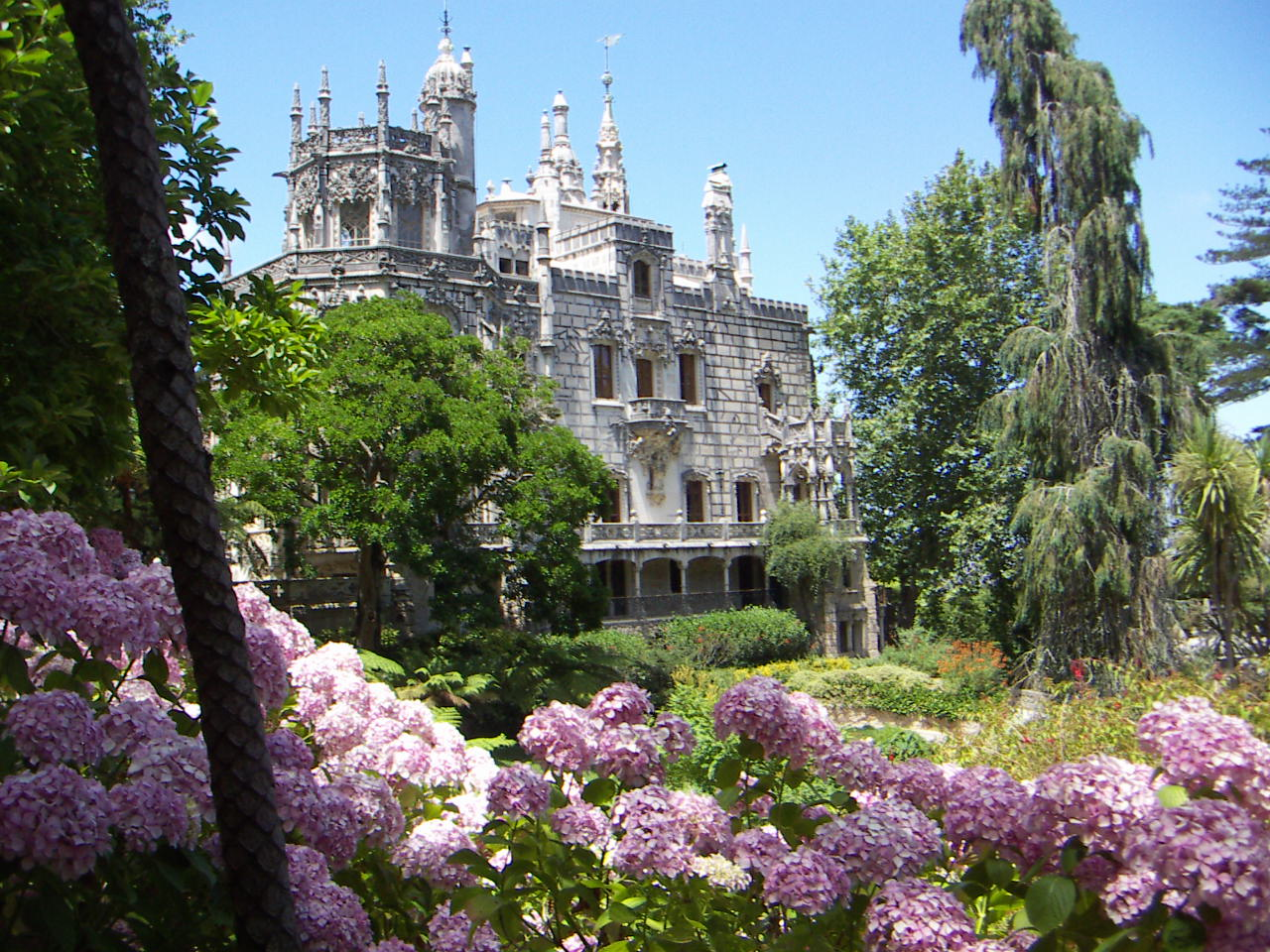
Una quinta, o palau rural portuguès: la de Regaleira, a Sintra, prop de Lisboa, obra de l'arquitecte Luigi Mannini (1904-1910)

Palau en el sentit de 'govern' ja es pot trobar en un comentari de Pau el Diaca, que escrivia cap a l'any 790 sobre uns fets ocorreguts cap al 660: «Quan Grimuald va partir cap a Benevent, va confiar el seu palau a Lupus» (Historia gentis Langobardorum, V.xvii). Al mateix temps, Carlemany retornava conscientment a l'expressió romana en el seu «palau» d'Aquisgrà, del qual només en queda la capella. Al segle ix el «palau» ja també indicava la seu del govern, i Carlemany, que no parava de viatjar, en va construir ni més ni menys que catorze. A l'alta edat mitjana, el Palas era la seu del govern en algunes ciutats alemanyes. Al Sacre Imperi Romanogermànic, els poderosos prínceps electors també residien en palaus (Paläste). Això demostra que el poder estava molt repartit a l'Imperi, mentre que a les monarquies més centralitzades només al rei li era atorgat de poder anomenar palau la seva residència.
A França hi ha hagut des de sempre una clara distinció entre el château ('castell') i el palais. El palau sempre és urbà, com el famós Palau de la Cité de París, que era el palau dels reis i ara és el tribunal suprem de justícia de l'Estat francès, o bé el Palau dels Papes a Avinyó (il·lustració de dalt a l'esquerra).
El château, en canvi, sempre ha estat localitzat en àrees rurals i ha tingut les seves terres en propietat (heretat), encara que no estigués fortificat. En català, però, es parla del «Palau de Versalles» perquè era la residència del rei de França, i el rei era la representació del poder, tot i que en francès sempre se n'ha dit Château de Versailles, mentre que la seu del govern durant l'Ancien Régime fou el Palais del Louvre. El Louvre va començar com el fortificat Château du Louvre a la rodalia de París, però un cop convertit en seu del govern i desproveït de les seves fortificacions i completament voltat per la ciutat, va passar a ser conegut com el Palais du Louvre.
A Itàlia, on els diversos ducats locals van durar fins al segle xix, moltes petites capitals tenen el seu Palazzo Ducale, la seu del govern. A Florència i a altres poderosos governs comunals, la seu del govern era el Palazzo della Signoria, fins que a Florència els Mèdici van esdevenir grans ducs de Toscana. Aleshores el centre del poder es va traslladar a la seva residència del Palazzo Pitti, mentre que l'antiga seu del govern es va començar a anomenar el Palazzo Vecchio ('palau vell').
Encara més, en algunes ciutats italianes no és pas inusual de trobar un bon nombre de palazzi, nom que inclou algunes mansions comparativament humils, fets construir per les principals famílies nobles. Cada palau era com un rusc on residien tots els membres de l'eixam familiar, encara que no sempre tingués una gran aparença arquitectònica de cara al carrer. Al segle xx, en italià es va començar a anomenar palazzo qualsevol edifici de pisos gran.
A Anglaterra, segons un acord tàcit, no hi havia hagut altres palaces que els usats com a residència oficial per la monarquia i alguns bisbes. Així, el Palau de Beaulieu es va començar a anomenar així precisament quan Thomas Boleyn el va vendre a Enric VIII el 1517; abans s'havia conegut sempre com a Walkfares. Però com ha passat en altres països, aquest mot ja no fa referència només a residències de la família reial. Tot i que el Palau de Blenheim (il·lustració de l'esquerra) mai ha estat una residència reial, el nom forma part de l'honor extraordinari atorgat per una nació agraïda a un gran general, John Churchill, primer duc de Marlborough. (Juntament amb altres palaus reials i episcopals situats al camp, Blenheim demostra que palace no té cap connotació específicament urbana en anglès.)
Igual que passava al continent, aquests palaus reials i episcopals no eren tan sols llocs de residència; per als funcionaris que s'encarregaven de l'administració del regne o de la diòcesi era també el seu lloc de treball. (Avui dia molts palaus episcopals encara tenen les dues funcions, la de residència del bisbe i la de seu de les oficines de la diòcesi.) De tota manera, a diferència de la fórmula Palau de Justícia, molt estesa en diverses parts del món, els edificis administratius de la moderna administració britànica no són anomenats mai palaces; i encara que el nom habitual per al Parlament és el de Palau de Westminster, això fa referència al fet que Westminster era l'antiga residència reial i el centre administratiu.
Actualment, la paraula palau es fa servir de manera bastant generalitzada per designar grans edificis més o menys destacats (com és el cas del Crystal Palace de Londres del 1851, un immens edifici de vidre aixecat en ocasió de l'Exposició Universal) i modernes edificacions usades com a centres de convencions o sales de concerts o d'esports, com ara els anomenats palaus de congressos o el Palau de la Música Catalana i el Palau Sant Jordi, tots dos a Barcelona.

## Palaus reials als Països Catalans

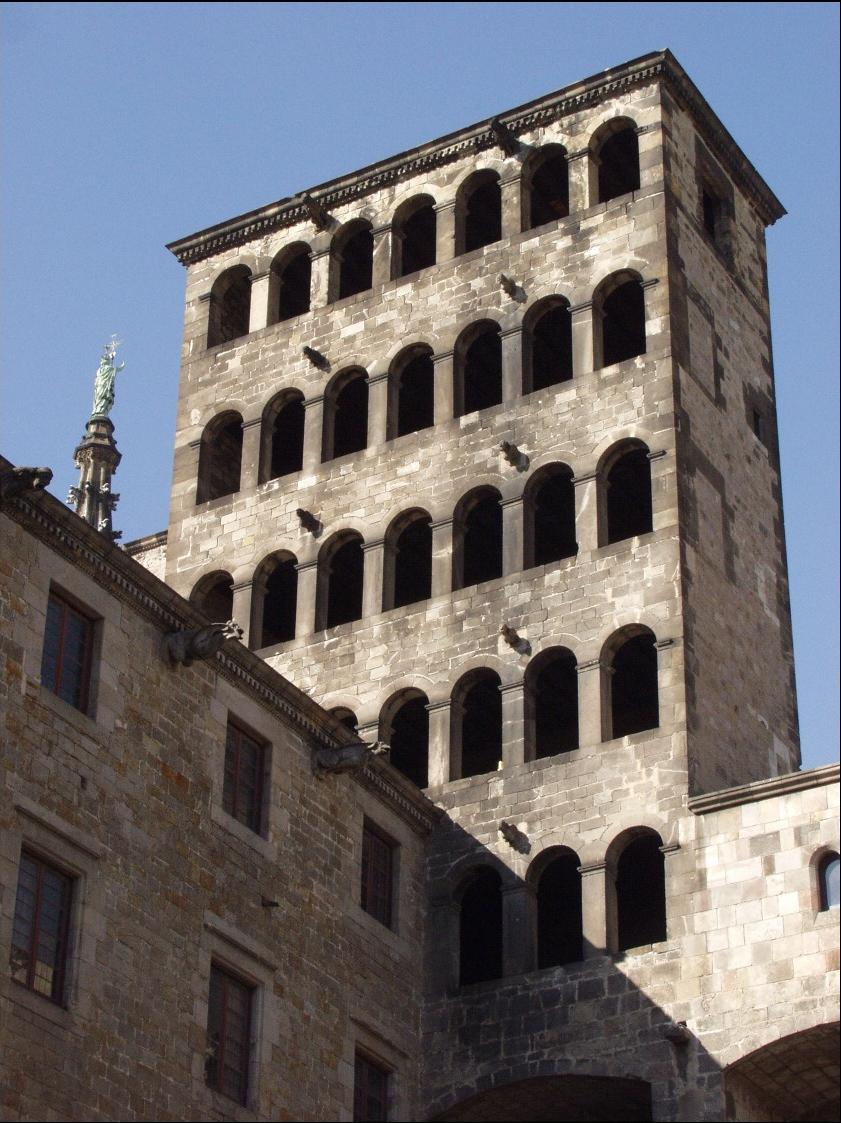
Torre del Rei Martí, al Palau Reial Major de Barcelona

Els reis catalanoaragonesos, fins al segle xv, van viure sobretot a Barcelona al Palau Reial Major, a la plaça del Rei. També tenien altres residències auxiliars com ara el Palau Reial Menor, a la mateixa ciutat (avui desaparegut), i residències d'estiu o de caça a la rodalia, com ara el palau de Vilamajor, Valldaura i Bellesguard, també desapareguts, i algunes altres de secundàries. Fora de Barcelona, els reis tingueren palaus propis com el de Vilafranca del Penedès (actualment seu del Museu del Vi) o les residències dins els monestirs de Poblet (el Palau del Rei Martí) i Santes Creus, i el més important de tots, el Palau Reial de València.
Alfons el Magnànim va fer aixecar el Castell Nou de Nàpols; a Sicília també tenien el palau reial de Palerm, que data d'època islàmica i normanda. També d'arrels musulmanes era el palau reial de Palma, a Mallorca, conegut avui dia com l'Almudaina, i la gran fortalesa reial de Perpinyà, l'anomenat Palau dels Reis de Mallorca.
Posteriorment, són diversos els edificis que han realitzat la funció de Palau Reial esporàdicament, o que s'han adaptat amb aquesta finalitat. Així a Barcelona, podem referir el Palau Reial del Pla de Palau a l'Hala dels Draps, i ja al segle xx l'actual seu del Parlament de Catalunya, el de Pedralbes a Barcelona (seu del Museu de les Arts Decoratives), el Palauet Albéniz, i a Palma el de Marivent.

## Galeria d'imatges

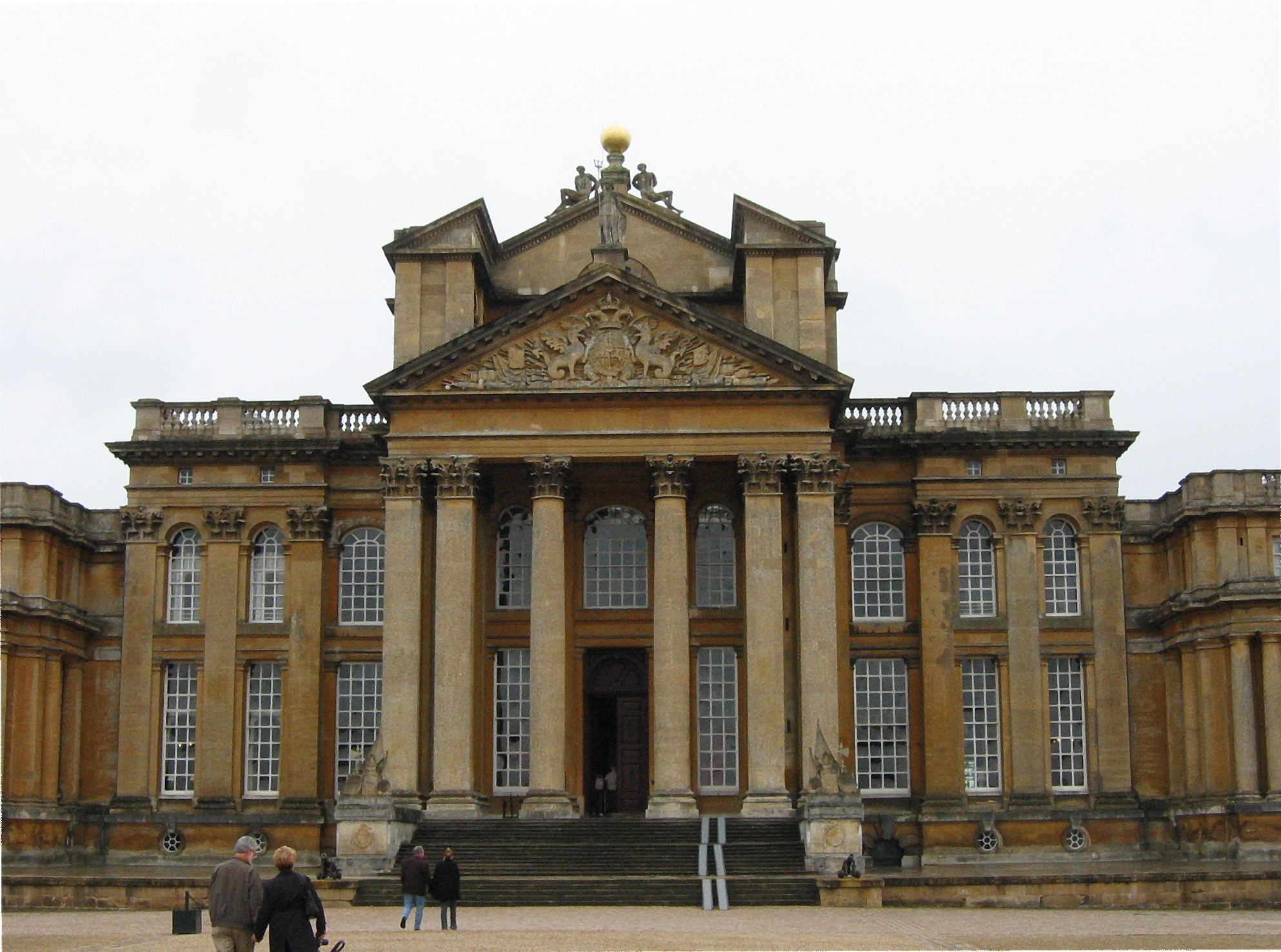
Façana principal del Palau de Blenheim, a Anglaterra
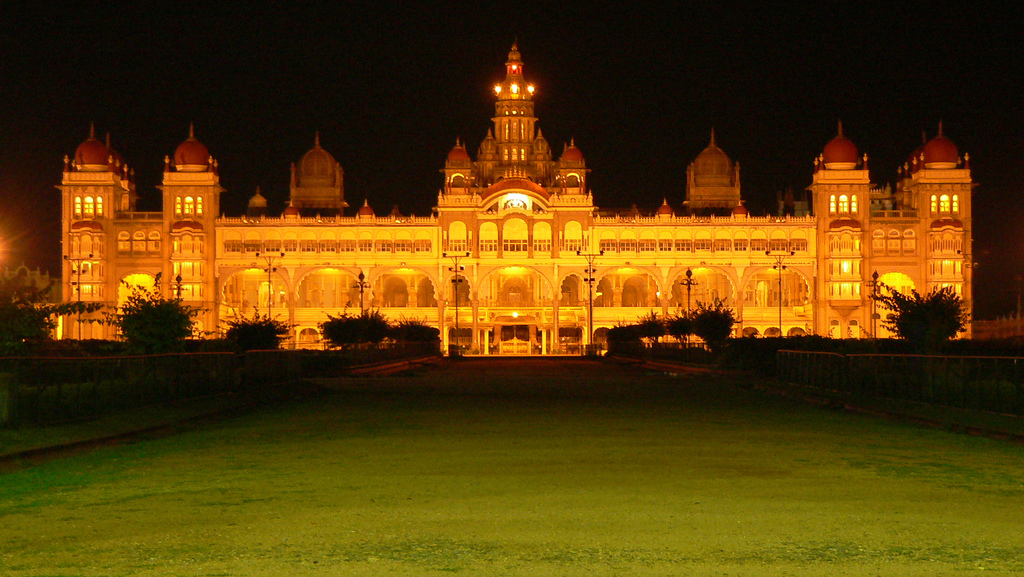
Palau a Mysore (Índia)
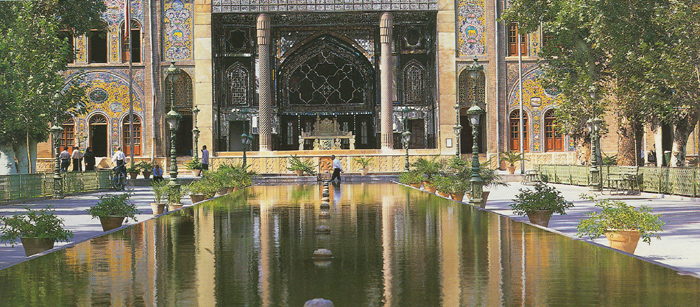
La balconada reial del Palau del Golestan, a Teheran (Iran)
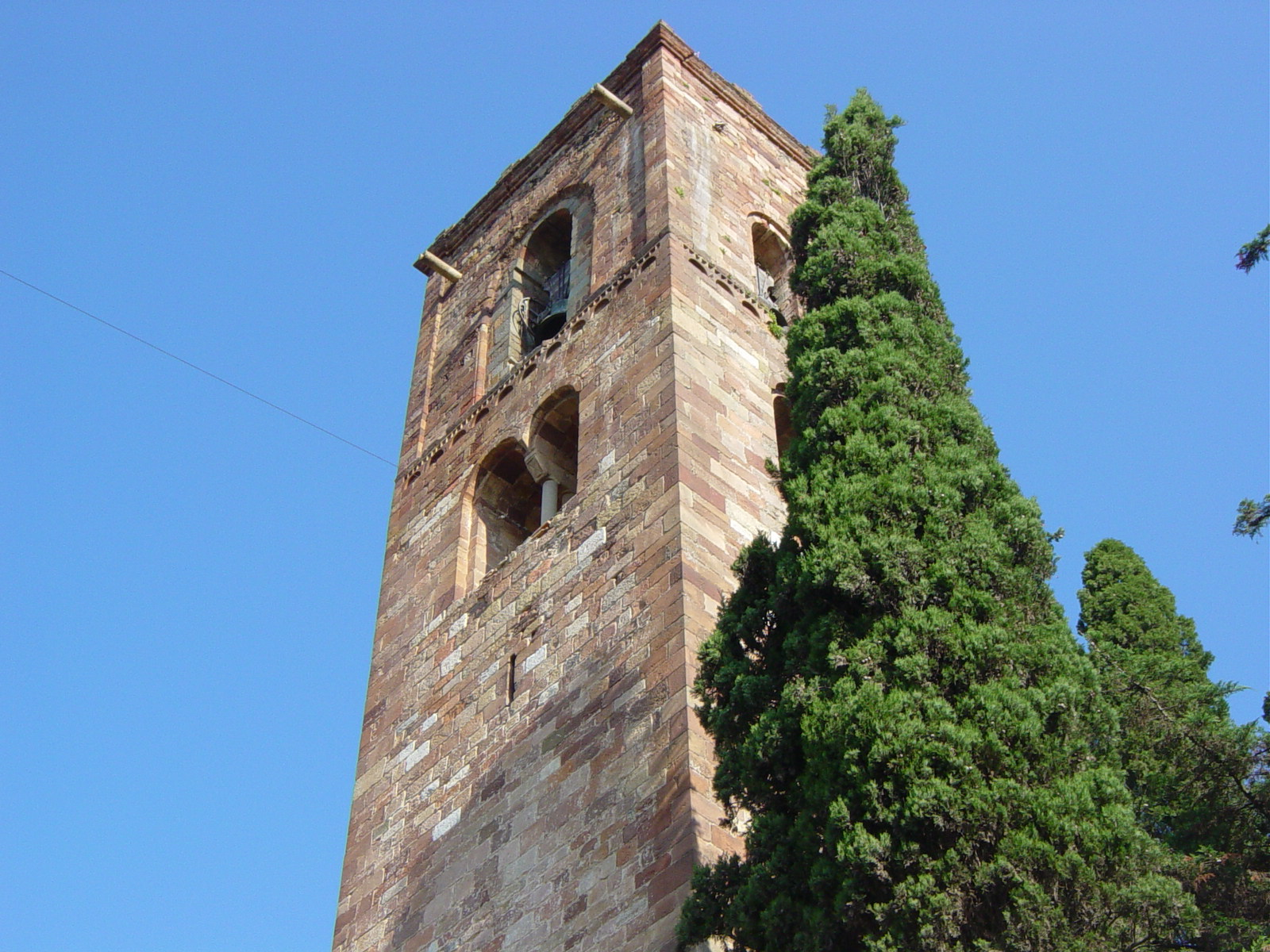
El Palau de Vilamajor a Sant Pere de Vilamajor
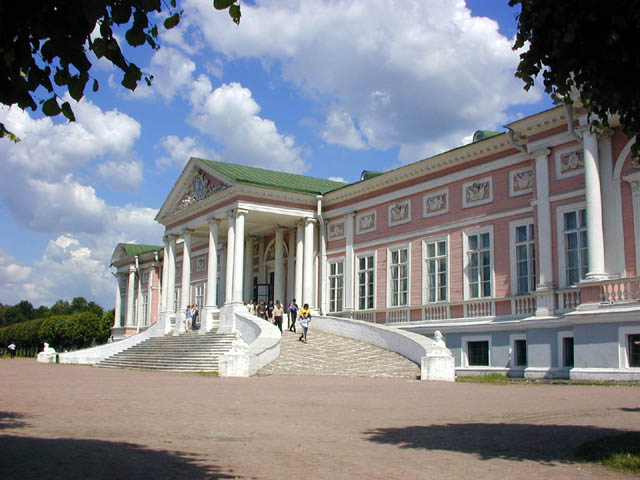
El Palau Xeremetev a Kuskovo, prop de Moscou
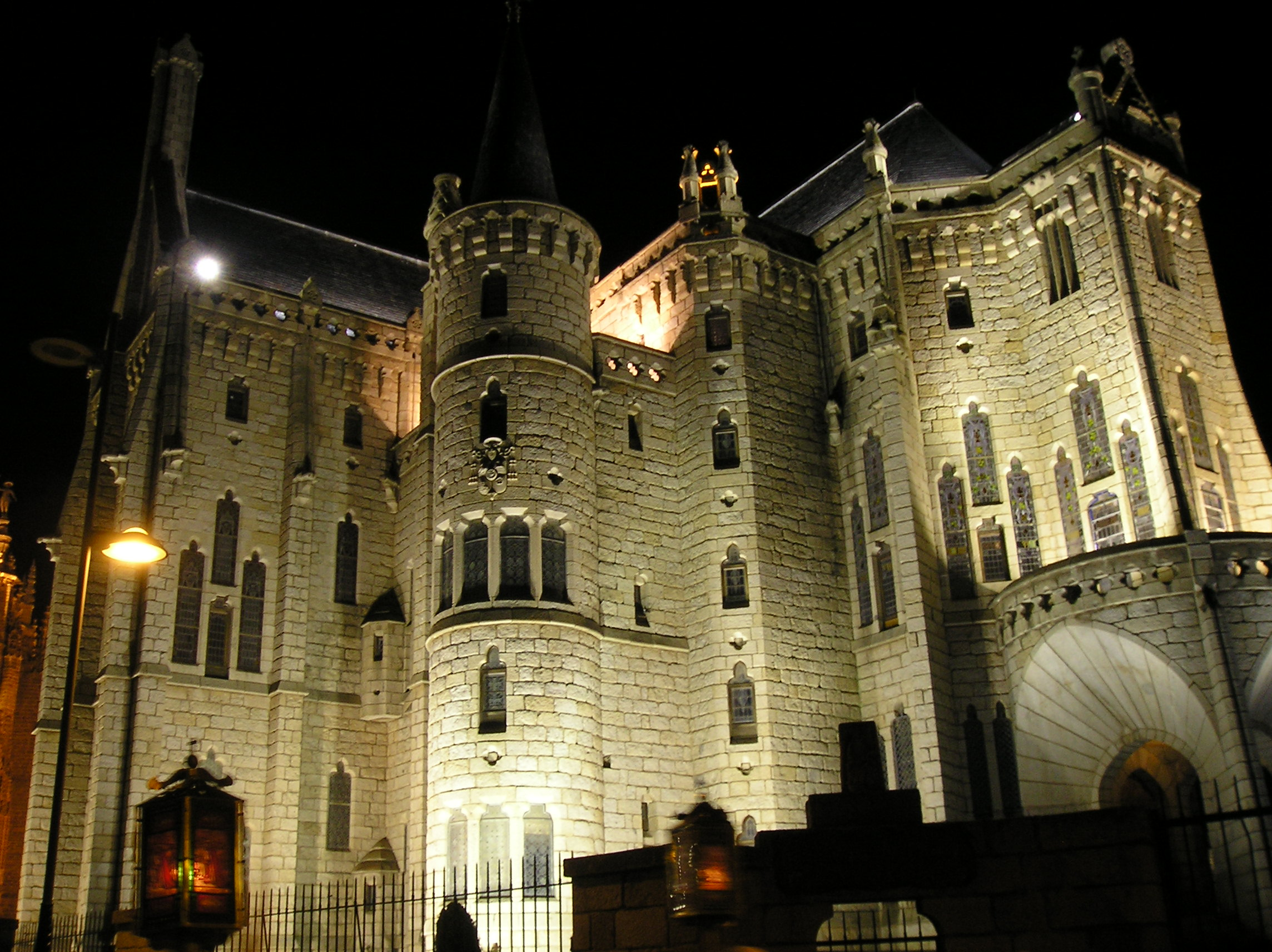
El Palau Episcopal d'Astorga